# Elasmucha
Elasmucha (лат.) — род клопов из семейства древесных щитников.

## Описание
Длина тела от 6 до 9 мм. Клопы яйцевидной формы, преимущественно красновато-коричневой, серо-зелёной окраски, обычно с тёмными пятнами. Задние боковые углы переднеспинки тупые. Антенны 5-члениковые, светлые, тёмные только на последнем сегменте. Лапки состоят из двух сегментов. Щитик треугольный и достигает середины брюшка, голени без шипов, коннексивум двухцветный, жёлтый или зелёный с чёрными отметинами. Заднее основание переднеспинки шире переднего края щитика.
От среднегруди отходит длинный пластинчатый отросток, доходящий до тазиков средних ног. Основания щитка и переднеспинки одинаковой ширины. Пахучие железы с короткими овальными отверстиями. Чёрные точки на ободке брюшка присутствуют. У самок отверстия органа Пендерграста мелкие и расположены на VI—VII стернитах брюшка. Генитальный сегмент брюшка (пигофор) у самцов по бокам с заметным выступом.

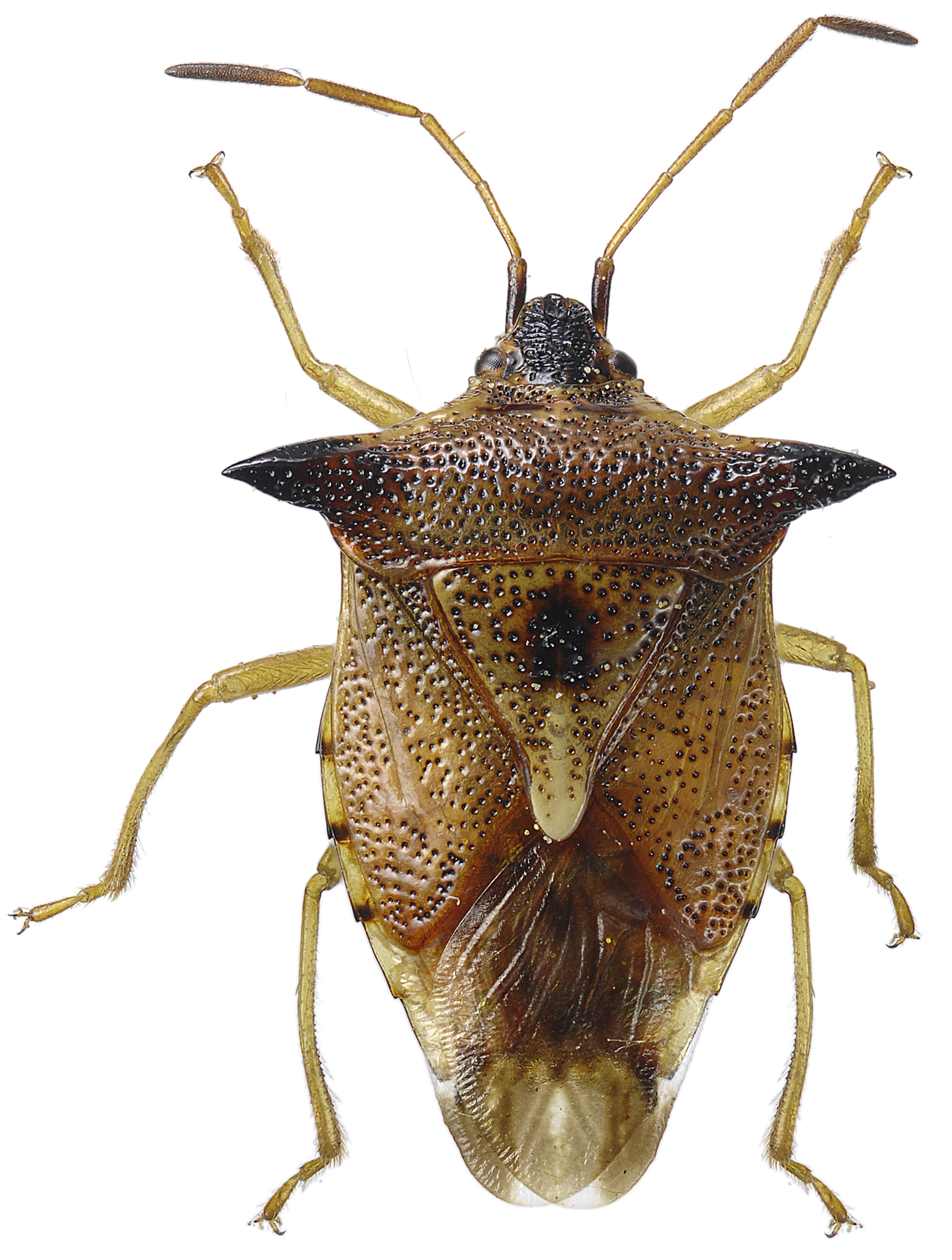
Щитник ржавый (Elasmucha ferrugata)
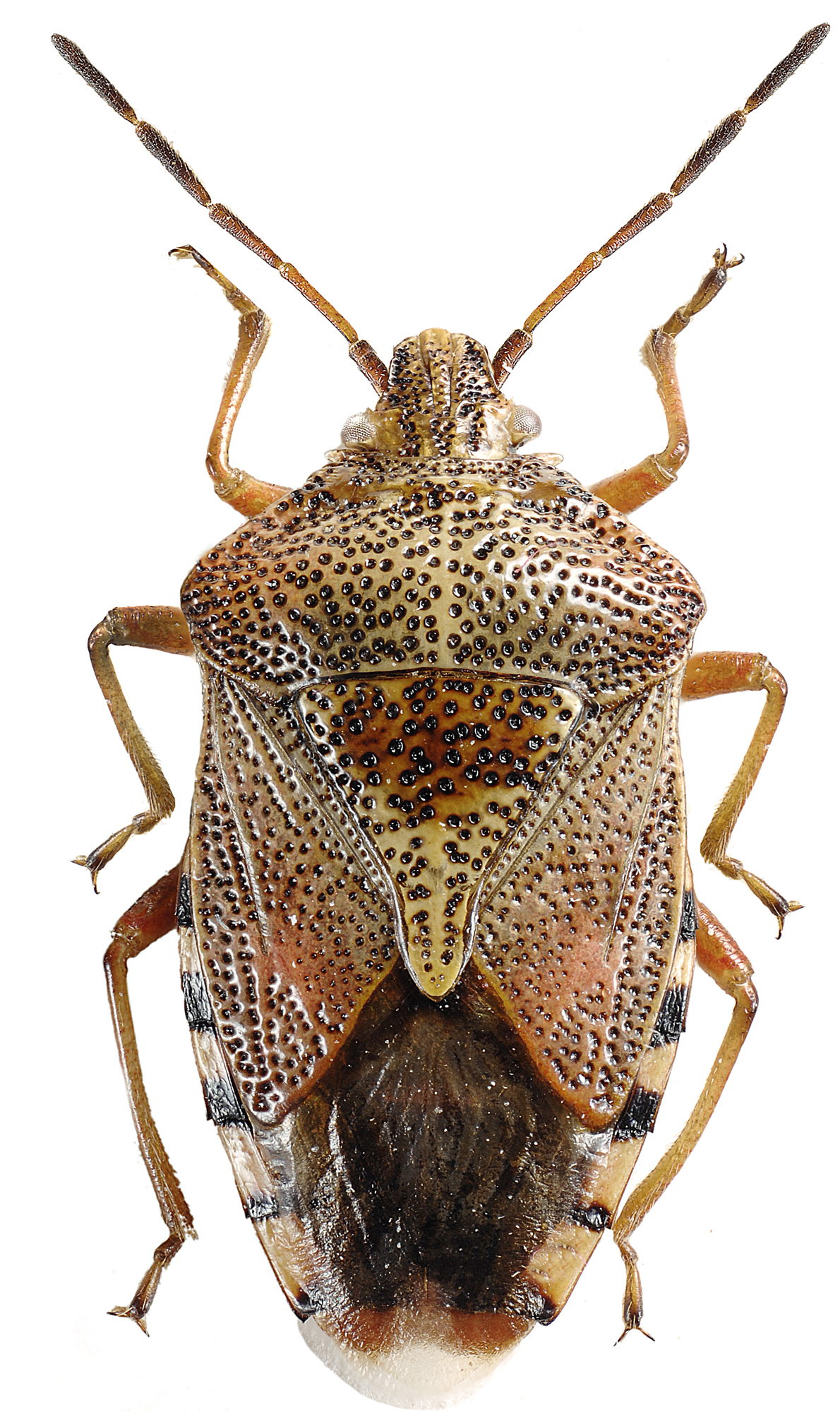
Elasmucha fieberi
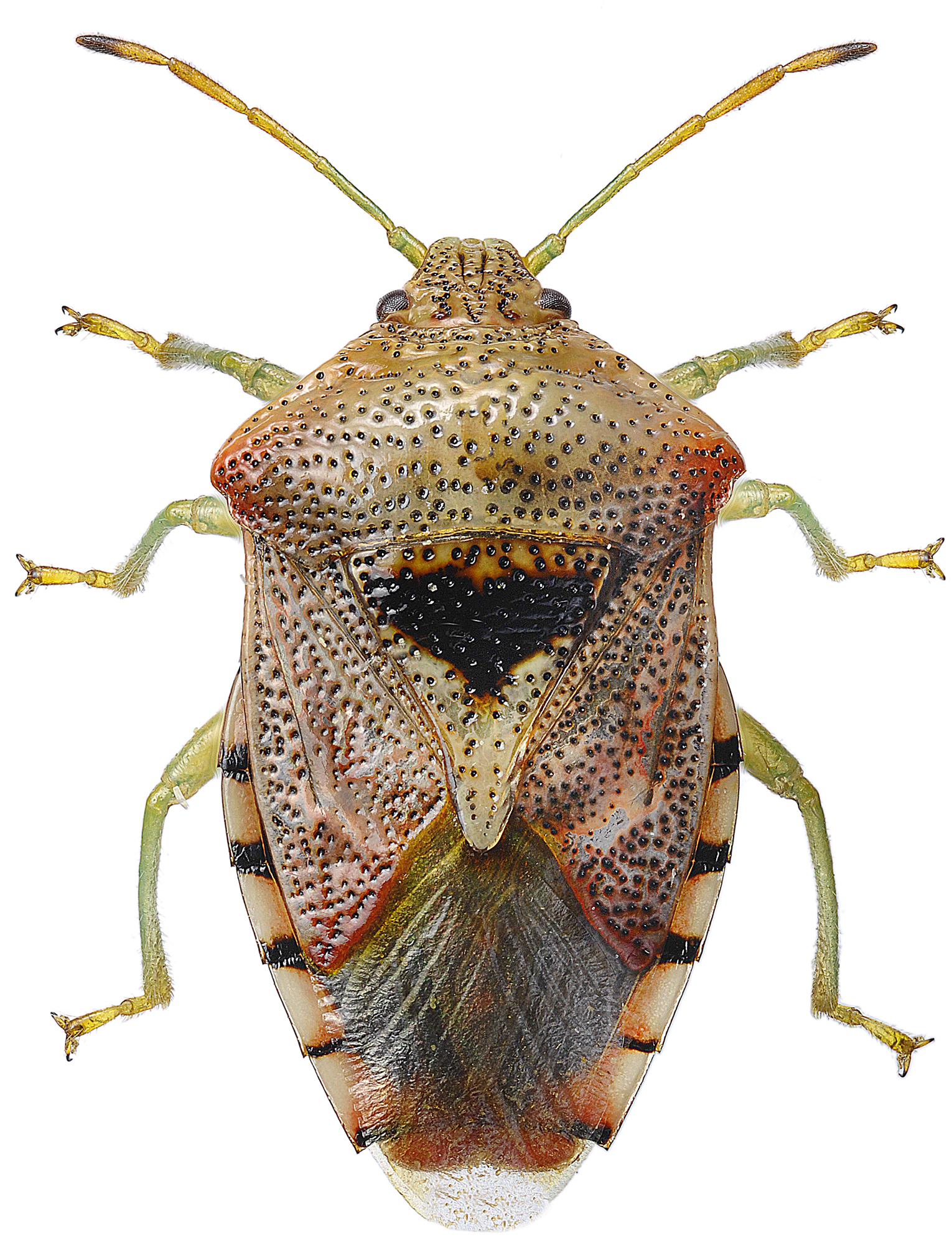
Щитник серый (Elasmucha grisea)

## Экология
Фитофаги. Личинки питаются плодами и семенами растений, чаще берёзы и ольхи.
Для представителей рода зафиксирована материнская забота (поведение охраны яиц и нимф). После яйцекладки самка стоит над кладкой яиц и защищает её на протяжении всего развития яиц. Репертуар защитного поведения самок, стоящих над пакетом яиц, включает в себя взмахи крыльями, подергивание тела, наклон в сторону врага и, наконец, выделение «неприятных» запахов из ароматических желез.

## Классификация
В состав рода включают около 50 видов. Этот таксон был впервые введен в литературу в 1828 году Теодором Эмилем Шуммелем под названием Tropidocoris, но без указания типового вида он представлял собой nomen nudum. В 1834 году Карл Вильгельм Хан представил этот род под названием Clinocoris, а в 1835 году Шуммель назвал Tropidocoris его более древним синонимом. Однако название Clinocoris оказалось младшим омонимом названия, введенного в 1829 году Карлом Фредриком Фалленом, и поэтому название Elasmucha, введенное в 1864 году Карлом Столем, считается действительным. Синонимизация Clinocoris с Elasmucha была сделана в 1876 году Столем, а в 1909 году George Willis Kirkaldy определил типовой вид рассматриваемого рода Cimex ferrugatus, описанный в 1787 году Иоганном Христианом Фабрицием.
- Elasmucha albicincta Distant, 1918
- Elasmucha amurensis Kerzhner, 1972
- Elasmucha angularis Hsiao & Liu, 1977
- Elasmucha aspera (Walker, 1867)
- Elasmucha bovilla Distant, 1900
- Elasmucha broussonetiae Li & Zheng, 2000
- Elasmucha choui Li & Zheng, 2000
- Elasmucha cordillera Thomas, 1991
- Elasmucha delicatula (Walker, 1867)
- Elasmucha dorsalis (Jakovlev, 1876)
- Elasmucha fasciator (Fabricius, 1803)
- Elasmucha fengkainica Chen, 1989
- Elasmucha ferrugata (Fabricius, 1787)
- Elasmucha ferruginosa Stål, 1871
- Elasmucha fieberi (Jakovlev, 1865)
- Elasmucha flammatum (Distant, 1893)
- Elasmucha fujianensis Liu, 1980
- Elasmucha glabra Hsiao & Liu, 1977
- Elasmucha grisea (Linnaeus, 1758)
- Elasmucha guangxiensis Liu, 1980
- Elasmucha hsiaoi Liu, 1989
- Elasmucha immunda (Walker, 1868)
- Elasmucha laeviventris Liu, 1979
- Elasmucha lateralis (Say, 1831)
- Elasmucha lewisi (Distant, 1900)
- Elasmucha lineata (Dallas, 1849)
- Elasmucha longirostris Stål, 1871
- Elasmucha minax (Breddin, 1903)
- Elasmucha minor Hsiao & Liu, 1977
- Elasmucha montandoni Distant, 1911
- Elasmucha necopinata Kirkaldy, 1909
- Elasmucha nilgirensis (Distant, 1900)
- Elasmucha nipponica (Esaki & Ishihara, 1950)
- Elasmucha peshawarensis Ahmad & Moizuddin, 1990
- Elasmucha pilosa Liu, 1989
- Elasmucha potanini Lindberg, 1939
- Elasmucha prominula (Reuter, 1881)
- Elasmucha punctata (Dallas, 1851)
- Elasmucha putoni Scott, 1874
- Elasmucha recurva (Dallas, 1851)
- Elasmucha rubra Liu, 1987
- Elasmucha rufescens (Jakovlev, 1890)
- Elasmucha salebrosa (Breddin, 1903)
- Elasmucha scutellata (Distant, 1887)
- Elasmucha signoreti Scott, 1874
- Elasmucha tauricornis Jensen-Haarup, 1931
- Elasmucha tauriformis Distant, 1911
- Elasmucha truncatula (Walker, 1867)
- Elasmucha xizangensis Li, 1981
- Elasmucha yangi Liu, 1989
- Elasmucha yunnana Liu, 1980